# オレンジウォーク郡
オレンジウォーク郡（英語: Orange Walk District）は、ベリーズに6つある郡のうちの一つである。郡都はオレンジウォーク。

## 隣接郡
- コロザル郡
- ベリーズ郡
- カヨ郡
- ペテン県
- カンペチェ州
- キンタナ・ロー州

## 主な町・村
- オレンジウォーク
- トリアル・ファーム（英語版）
- シップヤード（英語版）
- ギニア・グラス（英語版）